# Ellopostoma megalomycter
Ellopostoma megalomycter és una espècie de peix de la família dels balitòrids i de l'ordre dels cipriniformes.

## Morfologia
- Els mascles poden assolir 4,9 cm de longitud total.[6][7]

## Alimentació
Menja petits invertebrats, algues i detritus.

## Hàbitat
És un peix d'aigua dolça, demersal i de clima tropical.

## Distribució geogràfica
Es troba a Àsia: la Malàisia peninsular i l'oest de Borneo.